# Жюзанвиньи
Жюзанвиньи́ (фр. Juzanvigny) — коммуна во Франции, находится в регионе Шампань — Арденны. Департамент — Об. Входит в состав кантона Сулен-Дюи. Округ коммуны — Бар-сюр-Об.
Код INSEE коммуны — 10184.
Коммуна расположена приблизительно в 175 км к востоку от Парижа, в 65 км южнее Шалон-ан-Шампани, в 45 км к востоку от Труа.

## Население
Население коммуны на 2008 год составляло 124 человека.
| 1962 | 1968 | 1975 | 1982 | 1990 | 1999 | 2008 |
| ---- | ---- | ---- | ---- | ---- | ---- | ---- |
| 205  | 198  | 167  | 151  | 120  | 134  | 124  |

## Администрация
| Период | Период | Фамилия        | Партия | Примечания |
| ------ | ------ | -------------- | ------ | ---------- |
| 2001   | 2008   | Даниель Бруйар |        |            |
| 2008   |        | Филипп Льевр   |        |            |

## Экономика
В 2007 году среди 79 человек в трудоспособном возрасте (15—64 лет) 56 были экономически активными, 23 — неактивными (показатель активности — 70,9 %, в 1999 году было 66,3 %). Из 56 активных работали 50 человек (30 мужчин и 20 женщин), безработных было 6 (4 мужчины и 2 женщины). Среди 23 неактивных 6 человек были учениками или студентами, 7 — пенсионерами, 10 были неактивными по другим причинам.